# Callophrys supraviridis
Callophrys supraviridis är en fjärilsart som beskrevs av Conw. Callophrys supraviridis ingår i släktet Callophrys och familjen juvelvingar. Inga underarter finns listade i Catalogue of Life.